# جان ميشال بيرتيلوت
جان ميشال بيرتيلوت (بالفرنسية: Jean-Michel Berthelot)‏ هو عالم اجتماع وفيلسوف فرنسي، ولد في 1945، وتوفي في 5 فبراير 2006.